# Tetovišnjak Veliki
Koordinati:   43°43′30″N, 15°35′39″E
Tetovišnjak Veliki je majhen nenaseljen otoček v hrvaškem delu Jadranskega morja.
Otoček leži okoli 4,5 km severno od rta Žirje na otoku Žirje. Površina otočka meri 0,348 km²,dolžina obalnega pasu je 2,15 km. Najvišji vrh je visok 72 mnm.